# Вестерн

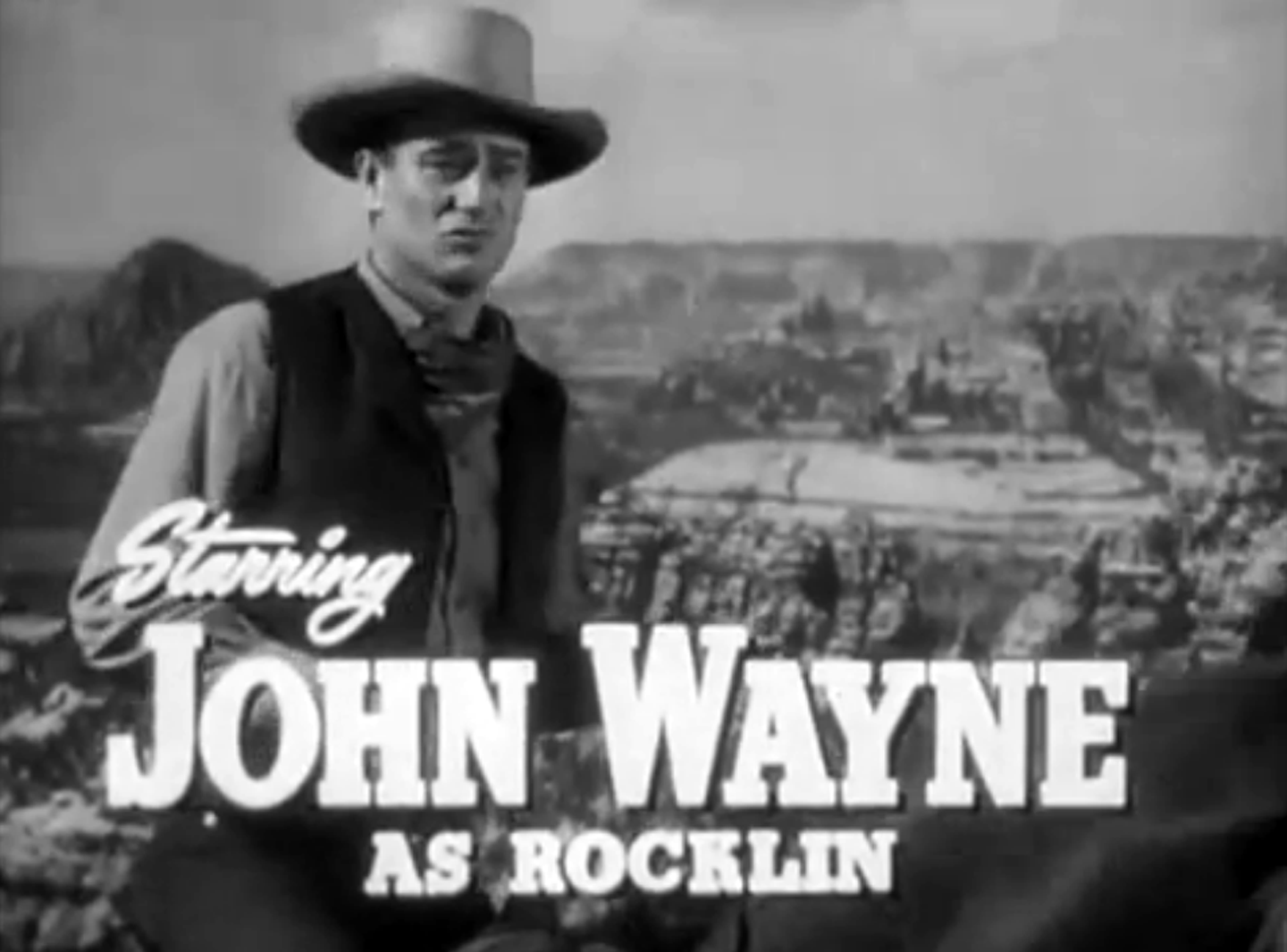
Джон Уэйн — король классического вестерна

Ве́стерн (англ. western, букв.: «западный») — направление искусства, характерное для США. Действие в вестернах в основном происходит во второй половине XIX века на Диком Западе — в будущих западных штатах США, а также в Западной Канаде и Северной Мексике. Вестерн может включать в себя художественные свойства различных жанров, например, комедию, боевик, детектив, триллер и даже фантастику (см. космический вестерн). Впервые появился в художественной литературе, живописи XIX века. В начале XX века был адаптирован для кинематографа, а затем для телевидения и других видов искусства. В качестве кинематографического жанра распространился из США на другие страны, которые постепенно создали свои собственные версии жанра на основе вестерна.
Наибольший расцвет вестерна пришёлся на середину XX века. Во второй половине XX века был заметен некоторый спад интереса к жанру, однако производство американских вестернов и их аналогов в других странах продолжается.
Примыкает к вестерну аргентинская литература гаучо и рассказы о европейских поселенцах в Австралии.
Вестерн, кроме литературного, изобразительного и ТВ-искусства — стиль верховой езды и вид конного спорта, широко распространённый во всём мире, особенно в США. Вестерн (конный спорт) состоит из множества дисциплин, а соревнования собирают огромное количество участников и зрителей.

## Определение
Местом действия вестернов обычно являются западные американские штаты (Айдахо, Аризона, Вайоминг, Вашингтон, Калифорния, Канзас, Колорадо, Монтана, Небраска, Невада, Нью-Мексико, Оклахома, Северная Дакота, Техас, Орегон, Южная Дакота, Юта).
Время действия — период приблизительно с 1860 года до окончания так называемых «Индейских войн», датирующегося Бойней на ручье Вундед-Ни в 1890 году. Некоторые вестерны используют тему Войны между Севером и Югом. Границы пространственно-временного периода также расширяются, чтобы включить Войну за независимость Техаса (1836) и Мексиканскую революцию (1910-е годы).
Позднее вестерн был приспособлен к историческим и вымышленным обстоятельствам других стран, включая Аргентину, Австралию, Бразилию, Россию и даже вымышленные космические колонии (например, телесериал «Светлячок»).
Важная характеристика вестерна — столкновение примитивного и устаревшего уклада с новаторским способом жизни. Часто этот конфликт показан через символическое столкновение характеров. В вестернах раннего исторического периода это обычно борьба индейцев с белыми переселенцами и американской кавалерией. В вестернах, время действия которых относится к более позднему периоду, — это борьба хозяев ранчо, поселенцев и стрелков с наступающей индустриальной революцией, давлением со стороны крупного бизнеса и централизацией политической власти на местах.
Одной из популярных сюжетных линий вестерна традиционно является столкновение противоборствующих сил, когда одну сторону представляют криминальные элементы — преступники и группы бандитов, а другую — сторонники «закона и порядка». Иногда сюжетом вестерна является байопик известных исторических личностей, преступивших закон.

## Образ
Популярные фильмы-вестерны фокусируются на жизни полубродячего искателя, обычно ковбоя или стрелка (gunfighter или gunslinger). Прототипом героя вестерна стал Даниэль Бун. Он имеет атрибуты одежды соответствующего исторического периода — ковбойскую шляпу, шейный платок, сапоги, шпоры, оружие — револьвер или винтовку, седло и, конечно, лошадь.
Верный конь и сам по себе может быть важным персонажем в сюжете.

### Классические темы
Произведения в стиле вестерн часто изображают завоевание диких пространств и подчинение природы во имя цивилизации, или конфискацию территорий, по праву принадлежащих исконным обитателям приграничных территорий. Вестерны чаще описывают общество, организованное на основе кодекса чести, чем на основе законодательства, члены которого не имеют иного социального окружения, кроме своих ближайших коллег, родственников, или, возможно, вообще находятся в одиночестве.
В некоторых случаях эти персонажи могут восприниматься как литературные потомки средневековых странствующих рыцарей, которые и стояли у истоков развития приключенческого жанра. Как ковбой или стрелок на Диком Западе, странствующий рыцарь в европейской литературе раннего периода путешествовал со своим конём от города к городу, сражаясь со злодеями разнообразных мастей и опираясь не на развитые социальные механизмы, а на свой собственный кодекс чести. И, как странствующие рыцари, герои вестернов часто рискуют собой ради «девы в беде».

### Технология
Телеграф, печатный станок и железная дорога обозначают неизбежный конец завоеваний и вольной жизни фронтира. В некоторых поздних вестернах даже показываются автомобили и аэропланы. Важная роль отводится достижениям в области вооружений. Непременным атрибутом вестерна являются револьвер Кольта («Верёвка и кольт») и винтовка с рычажным взводом («Винчестер 73»); встречаются также пулемёт Гатлинга и автоматическое оружие.

### Пейзаж и окружение

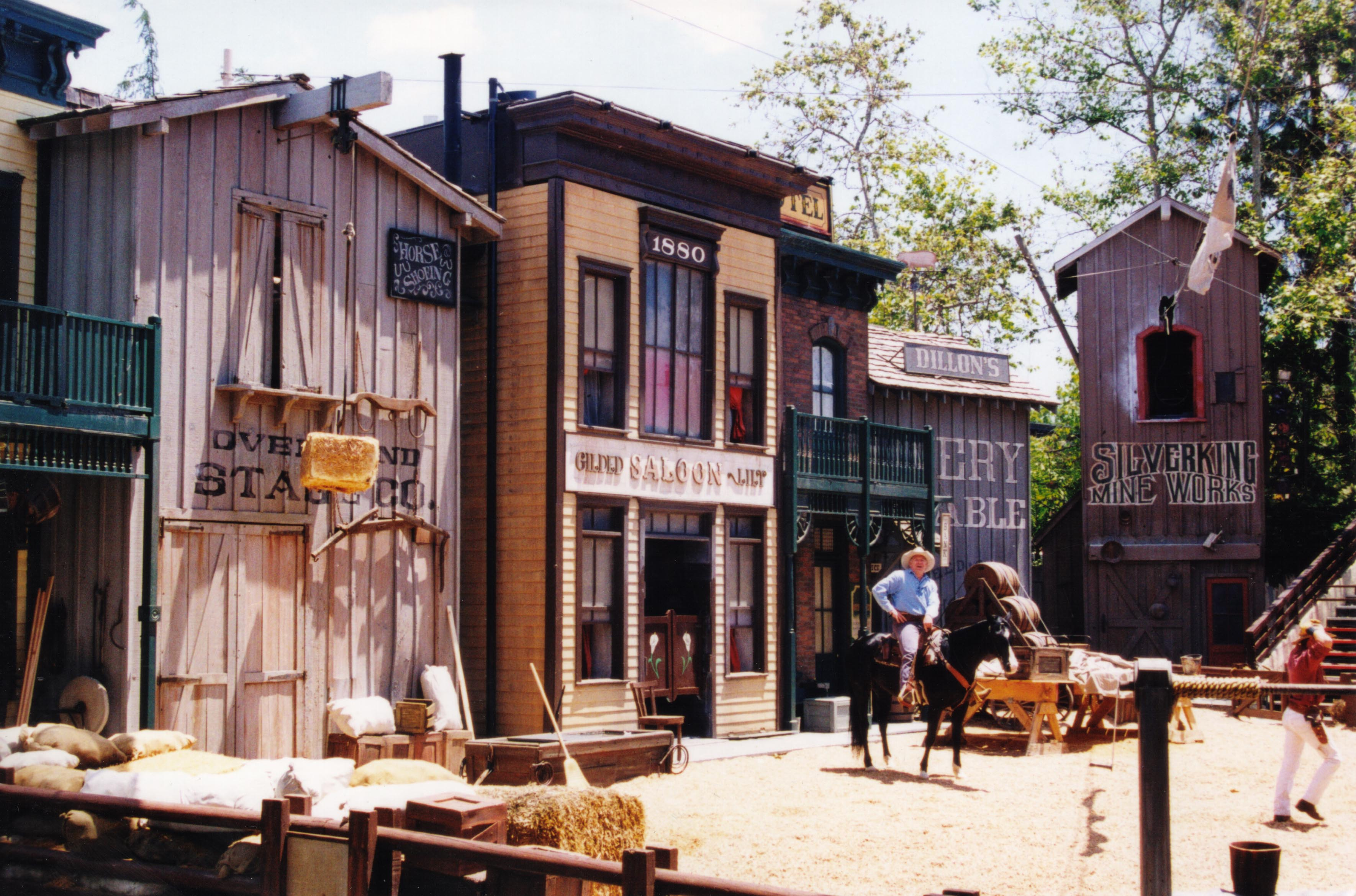
Декорация приграничного городка

В вестернах часто демонстрируется суровость дикой местности. Действие часто происходит в ландшафтах-пустынях. Перекати-поле изображает засушливость местность. Типичный антураж — изолированные форты, ранчо и фермы, или маленькие приграничные городки, где есть салун, небольшой магазин, общественные конюшни и тюрьма.
Кроме дикой местности второе излюбленное место — салун. Он открыто указывает на то, что это — «Дикий Запад». Это место, где есть музыка (обычно очень расстроенное пианино Honky-Tonk Piano), девочки (обычно проститутки), игра в покер или в блэкджек, выпивка (пиво и виски), драки и стрельба.
В некоторых вестернах, куда добралась цивилизация, есть церковь и школа. В других, где ещё действуют приграничные правила, человеческая жизнь все ещё не имеет никакой ценности.

#### Пример сочетания характеров
Демонстрация этого контраста была очень эффектной в фильме Джона Форда «Человек, который застрелил Либерти Вэланса» (1962). Женатая пара в исполнении Джимми Стюарта и Веры Майлз возвращаются в город Шайнборн спустя много времени после того, как граница была закрыта. И обнаруживают, как говорит персонаж Веры Майлз, что «дикость стала садом» и теперь в городе есть школы, церкви и здание суда. Затем флешбэком показаны воспоминания Джеймса Стюарта о тех диких и опасных днях Шайнборна, когда он сталкивался там с персонажами Джона Уэйна, Ли Марвина, Эдмонда О’Брайана, Ли ван Клифа и проч.
Набор актёров в этом фильме — прекрасный пример «хорошего, плохого, злого» и «красавицы», которые являются ключевыми персонажами в большинстве фильмов. Для каждого хорошего парня, будь это Джеймс Стюарт, Гари Купер, Рори Кэлхун, Джон Уэйн, Клинт Иствуд или Чарльз Бронсон, обязательно должен быть свой злодей, вроде Ли ван Клифа, Джан Мария Волонте или Брайана Долеви, своя прекрасная героиня — как Вера Майлз, Морин О'Хара, Клавдия Кардинале или Ронда Флеминг, и незабываемые хара́ктерные персонажи, как Мартин, Джек Элем или Милдред Нэтвик.

### Вестерн — синтез многих жанров
Вестерн — многогранное явление, которое содержит синтез многих жанров, отражает разнообразие эпох и исторических событий. Фильмы посвящены Индейским войнам, Гражданской войне, Мексиканским войнам, рейнджерам, железной дороге, крытым повозкам и переселенцам, погонщикам крупного рогатого скота, старателям и грабителям, изгоям и преступникам, охотникам и стрелка́м, погоням и мести, квесту и непременно любви.
Классический пример такого синтеза — фильм Серджио Леоне «Однажды на Диком Западе», который начинается с прибытия героя Чарльза Бронсона на поезде и заканчивается кадрами, показывающими, как железная дорога пролегает через пустыню, в то время как герой скачет верхом. Сам же фильм фокусируется на стремлении героини Клаудии Кардинале оставить позади мрачное прошлое и стать матерью нового общества. Ей это удается, но лишь потому, что ей помогает герой Бронсон, и чтобы понять этот фильм, надо знать, что на самом деле он о мести. С начала до конца герой Бронсона — ключевой характер, единственный, кто держит все под контролем. Именно поэтому лента начинается и заканчивается именно описанным выше образом. Хотя герой Бронсона превосходно борется с теми, кого объявляет представителями «старой расы», он и сам по себе является последним из этой старой расы, в то время, как дотягивание железной дороги и основание городов Свитуотера и Флагстоуна помогают закрыть границу. «Настоящие мужчины» уже практически исчезают. Герой Бронсона — единственный, кто остался, и он скачет прочь к неясному будущему. Возможно, эта примета отражается и в «Shane», главный герой которого, стрелок, также понимает, что его время закончилось. Когда раненый Шейн уезжает, он символизирует последних из этих настоящих мужчин и удаляется от суеты в холмы, чтобы умереть.

## Вестерн в литературе
Американская приключенческая литература XIX и начала XX веков основывалась на подручном материале — завоевании Запада. Прототипом вестерна были популярные во всем мире романы Фенимора Купера, ставшего основоположником жанра в литературе. Именно его роман «Прерия», написанный в 1827 году и стал первым сюжетом классического вестерна, в котором описывается Дикий Запад по ту сторону реки Миссисипи. Однако по духу вестерн легче по жанру, чем произведения Купера. Например экранизация его романа «Последний из могикан» к жанру вестерна не относится.
В 1830-е годы выходят в свет отчасти автобиографические книги Вашингтона Ирвинга «Путешествия по прериям» (1835), «Астория, или Предприятие за Скалистыми горами» (1836) и «Приключения капитана Бонневилля на Диком Западе» (1837), содержавшие элементы вестерна.
Подлинным родоначальником этого жанра в литературе стал Эдвард С. Эллис, издавший в 1860 году роман «Сет Джонс, или Пленники фронтира». Действие самого знаменитого романа британского писателя Томаса Майн Рида «Всадник без головы» (1865) происходит в Техасе и представляет собой типичный романтический вестерн; отдельные элементы последнего характерны и для других его произведений, в частности, «В поисках белого бизона» (1853) и «Оцеола, вождь семинолов» (1858). К жанру вестерна относят и многие приключенческие романы его современника — французского писателя Гюстава Эмара. Отметился в этом жанре и Фрэнсис Брет Гарт, автор трилогии «Степной найденыш» (1891), «Сьюзи» (1893) и «Кларенс» (1895). На основе романа «Габриэль Конрой» (1875) и рассказов последнего в СССР снят был вестерн-мюзикл «Вооружен и очень опасен» (1977).
Новеллы в жанре вестерн вошли в состав сборников О. Генри «Сердце запада» (1907), «Дороги судьбы» (1909), «Коловращение» (1910) и «Всего понемножку» (1911). Черты этого жанра носят рассказы его младших современников, известных писателей-натуралистов Джека Лондона и Джеймса Оливера Кервуда, а также некоторые романы беллетриста Эдгара Райса Берроуза.
В жанре вестерн работали и многие другие писатели. Наиболее известные представители этого жанра в литературе — Оуэн Уистлер, Джэк Шефер, Луис Ламур, Зейн Грей, Макс Брэнд, Лорен Пэйн. Среди современных американских мастеров вестерна следует отметить Ларри Макмертри, приключенческие романы которого, посвящённые истории его родного штата Техас, в первую очередь из цикла «Одинокий голубь», были удачно экранизированы.

## Вестерн в кинематографе

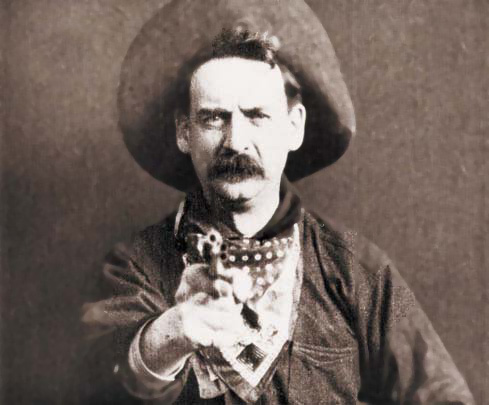
Юстус Д. Барнс в классическом вестерне «Большое ограбление поезда», 1903.

Киновестерны — одно из направлений кинематографа и приключенческого кино в частности. Это визитная карточка американского кино, ковбойские фильмы в Голливуде снимаются с 1898 года. Так, известный историк и теоретик кино Андре Базен в статье «Вестерн, или избранный жанр американского кино» писал: «Вестерн — единственный жанр, истоки которого почти совпадают с истоками самого кинематографа, единственный жанр, который после неизменного полувекового успеха по-прежнему полон жизни».
Жанр вестерна, в котором больше активных действий, чем описаний и диалогов, а пейзажи красивые, прекрасно подходит для кинематографа. Ранние вестерны преимущественно снимались в павильонах, как и другие ранние голливудские фильмы. Но когда выезды на натуру стали более распространены, продюсеры вестернов стали снимать кино в различных штатах (Нью-Мексико, Калифорния, Аризона, Юта, Невада, Канзас, Техас, Колорадо или Вайоминг) часто превращая ландшафт не просто в живой фон, а в действующее лицо киноленты. Также в съемках использовались кино-ранчо (movie ranch) специально построенные для кинопроизводства.
Киновестерн имеет много жанров. Например, эпический вестерн, «the shoot 'em up», вестерн с поющими ковбоями, и даже комедийные и фантастические вестерны. Позже вестерны были заново осмыслены в т. н. «ревизионистских вестернах» (анти-вестернах, в число которых входят спагетти-вестерны).

### Характерные черты вестерна
Место действия — обычно Дикий Запад, фронтир с неизменными прериями или пустынями.
Сюжет подчас может быть связан с историей переселения белых вглубь континента, к тихоокеанскому побережью. (Например, «Как был завоеван Запад» (1962) Дж. Форда, Г. Хэтауэя и Дж. Маршалла).
Ковбои и стрелки́ играют важную роль в таких фильмах. Часто они борются с индейцами. В ранних фильмах аборигены часто изображаются как бесчестные злодеи. Позже многие «ревизионистские» вестерны дают индейцам более правильную трактовку. Другая распространённая тема вестерна — квест (поиск), а также группа бандитов, терроризирующих маленькое поселение (как в «Великолепной семёрке»).
Типичные персонажи:
- невозмутимый шериф (Рио Браво, Ровно в полдень)
- независимый охотник за вознаграждением («охотник за головами»), (Обнаженная шпора)
- лихой ковбой (Красная река)
- кровожадный индеец, вождь, антагонист главного персонажа (Искатели)
- благородный индеец, иногда помощник и спутник главного героя (Осень шайеннов, Виннету, Апачи)
- коварные бандиты (Рио Браво, Эльдорадо)
- профессиональные игроки в покер (Мэверик)
- чистая и невинная главная героиня
- роковая женщина, иногда певичка (Рио Браво)
- «девочки» из весёлых домов, особенно выделяется «бордель-маман» (Маккейб и миссис Миллер, Непрощённый).

В центре сюжета вестернов нередко оказываются реальные и вымышленные факты биографии знаменитых ганфайтеров, ковбоев и служителей закона Дикого Запада, в частности, Дикого Билла Хикока и его подруги Бедовой Джейн, Буффало Билла, Дока Холлидея, Уайетта Эрпа, а также известных преступников вроде Джесси Джеймса, Билли Кида, Бутча Кэссиди и Сандэнса Кида, которых кинематографисты нередко наделяют романтическими чертами. В противоположность этому, вожди коренных американцев, чаще всего противостоящие главным героям, вроде Куаны Паркера, Горба Бизона, Сидящего Быка, Бешеного Коня, Викторио или Джеронимо, нередко демонизировались, и лишь в конце XX столетия, под влиянием прогрессивной западной общественности, их стали изображать в кинематографе более объективно.
Важный момент вестерна — скорость, темп действия, т. н. «быстрый выстрел» — иногда от бедра. Дуэль, перенесённая в американские условия.
Кроме того, имеет значение моральная оценка происходящего: добро сражается со злом, и, как правило, добро всегда побеждает. Иногда это придает киноленте некоторую лубочность: по законам жанра обязателен счастливый конец фильма — хэппи-энд.

### Классический вестерн
Вести отсчёт можно с 1903 года — «Большое ограбление поезда». Это был немой фильм режиссёра Э. С. Портера с Брончо Билли Андерсоном в главной роли. Популярность фильма дала возможность Андерсону стать первым ковбоем-кинозвездой и сняться в нескольких сотнях короткометражных вестернов. Жанр был так востребован, что вскоре Андерсону составил конкуренцию Уильям С. Харт. В 1924 году в киновестерне появляются индейцы-шайенны («Железный конь»). В 1939 году вышел вестерн «Дилижанс», в котором присутствовали классический герой вестерна Джон Уэйн, психологические типажи и роковые женщины. Очень глубокий след в мировом кинематографе оставил фильм «Искатели».
Вершиной жанра вестерн стали «Дилижанс», «Искатели», а также «Великолепная семёрка» (1960). На «Человеке, который застрелил Либерти Вэлэнса» (1962) заканчивается история классического американского вестерна.

### Ревизионистские вестерны
Термин «ревизионистский» используется для описания произведений, в которых меняются традиционные элементы жанра.
С середины 1960-х многие американские продюсеры начали ставить под сомнение и менять многие из традиционных компонентов вестернов. Главным изменением было то, что индейцев стали чаще показывать положительными героями, а не «дикарями» из ранних фильмов. Публика устала от простого противостояния герой-злодей, и правомерности использования насилия для проверки характера или доказательства каких-нибудь прав. В некоторых вестернах даже начали давать женщинам более значимые роли.
Отличительные черты смены ориентиров в ревизионистских вестернах:
- необычная мрачность тона
- использование антигероя
- значимые роли сильных женщин
- более симпатичное изображение индейцев
- критическое отношение к большому бизнесу, правительству, армии
- критическое отношение к чрезмерной маскулинности
- рост насилия на экране
- чёрный юмор
- акцентация беззакония в этом периоде, предпочтение реализма перед романтизмом.

В число голливудских фильмов этого направления входят: «Дикая банда» (1969), «Маленький большой человек» (1970), «Маккейб и миссис Миллер» (1971), «Джоси Уэйлс — человек вне закона» (1976) и «Непрощённый» (1992).
Итальянские спагетти-вестерны оказались наиболее успешным примером развития вестерна этого периода.

#### Спагетти-вестерн

Ли Ван Клиф в фильме Серджо Леоне «Хороший, плохой, злой»

В 1960—1970-х годах возрождение вестерна в кинематографе совпало с появлением «спагетти-вестернов» (или «итальянских вестернов»). Большинство из них являются малобюджетными фильмами, снятыми на натуре — чаще всего на юге Испании, чьи пейзажи схожи с ландшафтом Дикого Запада и северной Мексики. Отличительной чертой спагетти-вестернов является акцент на визуальной части и большом количестве насилия по сравнению с голливудскими вестернами.
Наиболее знаменитым режиссёром спагетти-вестернов и одновременно создателем этого поджанра является Серджо Леоне, чей фильм «Хороший, плохой, злой» считается по некоторым оценкам лучшим вестерном в истории кинематографа и входит в первую десятку в списке лучших фильмов по версии IMDb.
Многие образцы этого жанра имеют и пародийную составляющую. Например, открывающая сцена из «Однажды на Диком Западе» является перевёртышем открывающей сцены из «Ровно в полдень». Клинт Иствуд, Чарльз Бронсон и Ли Ван Клиф прославились именно благодаря спагетти-вестернам; также в них снимались такие знаменитые актёры, как Джейсон Робардс, Лу Кастель, Джеймс Кобурн, Клаус Кински и Генри Фонда.

#### «Европейский вестерн»
В последние годы к жанру вестерна периодически обращаются известные европейские режиссёры, не только эксплуатирующие традиционные для этого жанра сюжеты, но и привносящие в него собственные оригинальные идеи и новации. Местами для съёмок при этом становятся далёкие от Америки страны, ландшафты которых лишь отдалённо напоминают Дикий Запад. Характерными примерами являются содержащий элементы фэнтези приключенческий фильм французского режиссёра Жана Кунена «Блуберри» (2004), в основу которого лёг одноимённый комикс, имеющий полностью вымышленный сюжет «Блэкторн» (2011) испанского режиссёра Матео Хиля, триллер австрийского режиссёра Андреаса Прохаски «Тёмная долина» (2014), действие которого перенесено из Нового Света в Альпы, а также остросюжетный боевик датского режиссёра Кристиана Левринга «Спасение» (2014) с Мадсом Миккельсеном в главной роли, целиком снимавшийся в ЮАР.

#### «Истерн»
Снятые в Голливуде вестерны были популярны и за железным занавесом. В социалистических странах развился свой жанр, называемый «красный вестерн» или «истерн» (eastern, от east — «восток»). В этих фильмах американские индейцы обычно изображались с симпатией, как угнетенные люди, борющиеся за свои права — по контрасту с американскими вестернами того же периода, где индейцы показывались антагонистами. Нередко роли представителей индейской нации исполняли южные славяне или актёры из южных районов Восточной Европы и СССР (по причине отсутствия настоящих индейцев в Европе). Так, актёр сербского происхождения Гойко Митич прославился исполнением благородных, добросердечных и обаятельных индейских вождей в вестернах киностудии ДЕФА (ГДР). Во время посещения США племя сиу сделало его почётным вождём племени. Американский актёр Дин Рид, эмигрировавший в Восточную Германию, также играл в нескольких фильмах.
Тысячи фильмов последовали по дороге, проторённой «Дилижансом», но никому не удалось усовершенствовать его формулу.
Цензура в СССР избегала официально обозначать истерн, как жанр, имеющий аналогии с голливудскими вестернами. Термин «истерн» использовался в среде кинематографистов неофициально вплоть до перестройки, потому, что по идеологическим причинам на первое место ставилась пропаганда жанра соцреализм. Идеологические запреты удавалось преодолеть используя советскую революционную тематику для обхода ограничений советской цензуры при использовании приёмов вестерна вплоть до прямого заимствования в построении отдельных сцен, в расположении кинокамер, в движении действующих лиц. Влияние голливудских вестернов, как «Искатели», «Ровно в полдень», «Красная река», «Дилижанс» и других вестернов заметно по цитатам и аналогиям из сюжетов и сцен классических вестернов заимствованных в истернах. Например, в «Даурии» сцена, где герой стреляет из нагана в землю у ног оппонента, аналогична сцене из вестерна «Великолепная семёрка». Подражание, заимствования и цитаты из вестерна «Дилижанс» перекочевали в несколько тысяч фильмов разных стран, в том числе вошли в сцены многих истернов. Из вестернов в истерны перешли стилистические и технические компоненты жанра: конфликт добра и зла, контраст между положительными и отрицательными героями, использование характеристик местности, препятствий, света, темпа погони, ритма конских копыт, акценты выстрелов, ракурсы и позиции кинокамер, баланс между активными и лирическими сценами, а также характерное музыкальное сопровождение.
Среди популярных «истернов», выпущенных в СССР, были «Всадник без головы» и «Человек с бульвара Капуцинов», а также фильмы, построенные по жанровым законам вестерна, но снятые в восточной эстетике и зачастую о событиях на Юге России в конце Гражданской войны: трилогия «Неуловимые мстители» (территория Украины), «Белое солнце пустыни» (берег Каспийского моря), «Свой среди чужих, чужой среди своих» (Юг России) и другие. В современной России к жанру истерн близок фильм «Турецкий гамбит».

#### «Кимчи-вестерн»
Термин «кимчи-вестерн» родился с появлением корейского фильма «Хороший, плохой, долбанутый», который представляет собой полупародийный калейдоскоп из штампов классических и спагетти-вестернов, приложенных к сюжету из жизни авантюристов Юго-Восточной Азии в 1930-х годах.

### Contemporary-вестерны
Contemporary Westerns, как следует из названия — фильмы, действие которых происходит в современной Америке, но тем не менее используются темы и мотивы Дикого запада (мятежный антигерой, открытые ландшафты, дуэли, проч.). По большей части, их географическое место действия — те же самые западные штаты, и при этом воскрешается старый менталитет. В число таких фильмов входит «Принесите мне голову Альфредо Гарсиа» Сэма Пекинпы (1974), «Одинокая звезда» Джона Сэйлеса (1996), «Инферно» Джона Эвилдсена (1999), «Однажды в Мексике» Роберта Родригеса (2003), «Три могилы» Томми Ли Джонса (2005), «Входите без стука» Вима Вендерса (2005), «Ветреная река» Тейлора Шеридана (2017), а также телесериалы «Крутой Уокер: Правосудие по-техасски» (1993—2001), Правосудие (телесериал, 2010) и «Йеллоустоун» (2018—2020).

### Вестерн и теория жанров
В 1960-е годы критики и учёные стали относиться к кинематографу как полноправному и настоящему жанру искусства. С ростом этого интереса теория кинематографии стала развиваться в желании понять значения. Благодаря этому стремлению, а также параллельно со сходным явлением в изучении литературы, возник комплекс научных исследований, получивший название «теория жанров». Первоначально это был семантический и структуралистский подход к тому, чтобы понять, как в кинолентах передается значение. В течение продолжительного времени осмеиваемые за своё примитивное морализаторство вестерны вдруг стали рассматриваться вместо этого как ряд условностей и кодов, которые работали со зрителем методом узнаваемой с первого взгляда, стремительной коммуникации. К примеру — белая шляпа всегда принадлежала хорошему парню, а чёрная — плохому, два человека лицом друг к другу на пустынной улице непременно заставляли ожидать перестрелку, все скотоводы были отшельниками, а горожане — семейными и склонными к общине. Все киновестерны могут быть прочитаны как серия кодов и вариации этих кодов.
С 1970-х годов это свойство вестернов стало обнажаться благодаря кинолентам, в которых эти коды использовались прежде всего для подрыва сложившегося впечатления. Крупнейшим ревизионистом в жанре был Сэм Пекинпа, который в вестерне «Дикая банда» деконструировал миф о Диком Западе, показав происходящие события крайне жестоко, в переломное для старого Запада время. В «Маленький большой человек» и «Мэверик» это сделано комедийно. «Танцы с волками» Кевина Костнера воскресил эти коды и условности, но с одновременным «разворотом полярностей» (индейцы — хорошие, кавалерия — плохая). А «Непрощённый» Клинта Иствуда использует весь набор оригинальных условностей, за исключением финала: вместо того, чтобы умереть храбро и стоически, герои унижаются и вопят).
Одним из итогов применения теории жанров стал вывод, что «вестерну» не обязательно происходить на Американском Западе или даже в XIX веке. К примеру, синопсис, типичный для вестерна: восточный представитель закона приезжает на запад, где он обменивается остроумными репликами и пулями с бандой убийц, получает поддержку от местного представителя власти, исполненного благих намерений, но неэффективного, однако в критический момент проявляющего себя и спасающего жизнь главному герою. Описание это подходит и к ряду вестернов, и к некоторым прочим фильмам, например, к «Крепкому орешку». «Хад» Пола Ньюмана и «Семь самураев» Акиры Куросавы — два других часто упоминаемых примера фильмов, действие которые происходит не на американском западе, но которые тем не менее имеют много типичных тем и характеристик. С другой стороны, справедливо, что не все фильмы, действие которых развивается на старом американском западе — вестерны. По мнению Андре Базена: «Очевидно, вестерн таит в себе секрет не только вечной молодости, но даже бессмертия; секрет, который каким-то образом отождествляется с самим существом кинематографа», а в адаптационных возможностях вестерна усматривал «дополнительное доказательство здоровья жанра, которому не страшны поделки, подражания или пародии».

### Наиболее известные киновестерны
- «Человек с равнины» (1936)
- «Дилижанс» (1939)
- «Красная река» (1948)
- «Рио-Гранде» (1950)
- «Ровно в полдень» (1952)
- «Шейн» (1953)
- «Река, не текущая вспять» (1954)
- «Искатели» (1956)
- «Рио Браво» (1959)
- «Великолепная семёрка» (1960)
- «Как был завоёван Запад» (1962)
- «Хороший, плохой, злой» (1966)
- «Однажды на Диком Западе» (1968)
- «Уилл Пенни» (1968)
- «Бутч Кэссиди и Санденс Кид» (1969)
- «Дикая банда» (1969)
- «Настоящее мужество» (1969)
- «Золото Маккенны» (1969)
- «Меня зовут Троица» (1970)
- «Человек по имени Лошадь» (1970)
- «Солдат в голубом» (1970)
- «Молодые стрелки» (1988)
- «Непрощённый» (1992)
- «Тумстоун: Легенда Дикого Запада» (1993)
- «Уайетт Эрп» (1994)
- «Открытый простор» (2003)
- «Поезд на Юму» (2007)
- «Аппалуза» (2008)
- «Джанго освобождённый» (2012)
- « Одинокий рейнджер» (2013)
- «Омерзительная восьмёрка» (2015)
- «Выживший» (2015)
- «Убийцы цветочной луны» (2023)

### Телесериалы
- «Дни в Долине Смерти» (1952—1970)
- «Буффало Билл» (1955—1956)
- «Техасец» (1958—1960)
- «Сентенниал» (1978—1979)
- «Одинокий голубь» (1989)
- «Улицы Ларедо»(1995)
- «Девушки с Дикого Запада» (1995)
- «Прогулка мертвеца» (1996)
- «Дедвуд» (2004—2006)
- «На Запад» (2005)
- «Луна команчей» (2008)
- «Ад на колёсах» (2011—2016)
- «Сын» (2017—2019)
- «Англичанка» (2022)

## Культурные влияния

### Внешние влияния
Многие вестерны, снятые после 1960 года, находятся под глубоким влиянием японских самурайских фильмов Акиры Куросавы. К примеру, «Великолепная семёрка» (1960) Дж. Стёрджеса — ремейк фильма «Семь самураев». А фильмы «За пригоршню долларов» (1964) С. Леоне и «Герой-одиночка» (1996) Уолтера Хилла — оба ремейки куросавовского «Телохранителя», в свою очередь, навеянного «Кровавой жатвой» — американского детективного романа Дэшила Хэммета. В свою очередь и Куросава находился под глубоким воздействием американских вестернов, особенно лент Джона Форда. А в фильме «Красное солнце» (1970) эти два мира встречаются. Хороший ковбой — Чарльз Бронсон. Он помогает случайно оказавшемуся на Диком Западе самураю, роль которого исполнил Т. Мифунэ, актёр А. Куросавы, злодея же играет Ален Делон.

### Влияние на другие жанры
Несмотря на холодную войну, вестерны добрались и до кинематографа Восточной Европы, которая даже восприняла их как собственный жанр, называемый «красный вестерн» (англ. Red Western) или «истерн» (англ. Ostern). Как правило, он находил выражение в двух формах: это могли быть либо «правильные» вестерны, просто снятые в коммунистических странах, либо же приключенческие фильмы, использующие в качестве сюжета Гражданскую войну, например, борьбу с басмачами, в этом случае тюркоязычное население выполняло роль мексиканцев в классических вестернах. Оригинален по замыслу фильм «Цена сокровищ» (Россия, 1992), повествующий о приключениях русского офицера и бурской девушки в Южной Африке во время Англо-бурской войны, ищущих сокровища для финансирования бурской армии и сражающихся с бандой местных гангстеров.
Элементы вестерна могут быть найдены при желании и в некоторых кинолентах, явно принадлежащих к другим жанрам. К примеру, «Герои Келли» — военный фильм, но действие и персонажи развиваются по образцу вестерна. Английский фильм «Зулусы» (1964), снятый на тему Англо-зулусской войны, также иногда сравнивается с вестернами, несмотря на то, что действие происходит в Южной Африке.
Вестерны были первыми «боевиками» в американском кинематографе. С увеличением количества жанров излюбленный типаж главного героя никуда не исчез, перекочевав в смежные жанры. Это сильный, независимый герой-одиночка. В «Крепком орешке» персонажа Брюса Уиллиса его противник прямо, насмехаясь, сравнивает с Джоном Уэйном (Дело в том, что этот противник — иностранец, он не понимает, в чём соль вестернов).
Герой Хамфри Богарта в таких фильмах, как «Касабланка», «Иметь и не иметь» и «Сокровища Сьерра-Мадре» — это одинокий борец, руководствующийся только своим личным кодексом чести, что является, вне зависимости от самого жанра фильма, свойством типичных героев вестернов. В свою очередь, вестерн оказал значительное влияние на фильм-нуар, а в ответ позаимствовал и от него некоторые художественные приёмы, как это видно, например, в фильме «Sugar Creek», сочетающем характерные черты этих жанров.
Пародии на вестерн также широко распространены. Среди известных примеров: «Поддержите своего шерифа!» с Джеймсом Гарнером, «Кошка Балу», «Сверкающие седла» Мела Брукса, «Ковбойская рапсодия» с Томом Беренджером и Самый приятный бордель в Техасе.
Ответвление вестерна — «пост-апокалиптические» вестерны, где действие происходит в будущем, а общество, пытающееся восстановиться после случившейся катастрофы, показывается достаточно похожим на освоение диких территорий XIX века. В число примеров входит «Почтальон» с Кевином Костнером, «Книга Илая», «Шестиструнный самурай» и «Безумный Макс», а также компьютерные игры серии «Fallout», особенно Fallout: New Vegas.
Многие элементы космических фильмов и сериалов были восприняты в значительной степени от условностей жанра вестерн. «Внеземелье» с Шоном Коннери заимствует фабулу «Ровно в полдень» и перемещает её в межзвёздное пространство. Джин Родденберри, создатель «Стар Трека», однажды сказал о своем восприятии этого телесериала, как «повозок переселенцев к звёздам» («Wagon Train to the stars»). Из более свежих примеров — сериал «Мандалорец», телесериал «Светлячок» недвусмысленно использует тему вестерна для изображения дальних «приграничных» миров. А такие аниме, как «Cowboy Bebop», «Trigun» и «Outlaw Star» являются равной смесью элементов фантастики и вестерна. Таким образом, научно-фантастический вестерн является одновременно поджанром и вестерна, и фантастики.
Во многих романах Р.Хайнлайна заселение других планет описывается согласно модели заселения американского запада. К примеру, в книге «Тоннель в небе» поселенцы обживают планету под названием Новый Ханаан, используя телепортационный портал, через который проходят груженые фургоны, а также проезжает их предводитель — верхом на коне и в соответствующей одежде. Хайнлайн поясняет: колонистам придется выживать в отрыве от цивилизации несколько лет, и лошади тут пригодятся больше, чем механизмы. В его же книге «Луна — суровая хозяйка» население Луны изображается как далекий от метрополии социум, выработавший собственные правила: в частности, все лунари необыкновенно вежливы друг с другом и проявляют удивительную почтительность ко всем женщинам без исключения (ср. столь прославленное в литературе джентльменство техасцев). Связано это с тем, что все лунари — опасные люди, и если на Земле грубым словом могут пренебречь, на Луне за него тебя убьют. Почтительное отношение к женщинам тоже имеет аналогию с Диким Западом — женщин в несколько раз меньше мужчин, переселенцев. Они — хозяйки положения.
В серии книг «Тёмная башня» Стивена Кинга соединяются темы вестерна, классического фэнтези, научной фантастики и хоррора. Одно из главных действующих лиц — Роланд Дискейн, персонаж-стрелок, чей внешний облик и черты характера по большей части инспирированы персонажем Клинта Иствуда из фильмов Серджио Леоне.
Вдобавок, супергерой жанра фэнтези описывается как развившийся из героя-ковбоя, единственного обладающего всемогуществом в обычных городских условиях.
«Звёздные войны» Джорджа Лукаса используют многие элементы вестерна. Да и сам Лукас говорил, что намеревался воскресить в «Звёздных войнах» кинематографическую мифологию, которую удавалось использовать вестерну. Джедаи, имя которых образовано от японского слова Jidaigeki, созданы по образцу самураев (влияние Куросавы). Настоящий ковбой в «Звёздных войнах» — Хан Соло. Он одет как типичный стрелок, свои бластеры носит в двух кобурах, а стреляет от бедра. Заведение «Mos Eisley Cantina», в котором Хан Соло знакомится с Люком Скайуокером и Оби-Ваном Кеноби — типичный салун на Диком Западе. Харрисон Форд на эту роль был избран не зря — до этого он мелькал в телесериале-вестерне «Дымок из ствола», потом он снимется в вестерне «Малыш из Сан-Франциско». Да и многие последующие его персонажи, включая археолога Индиану Джонса, останутся ковбоями (Доктор Джонс даже будет носить шляпу и пользоваться кнутом).
Для описания симбиоза фантастики и вестерна используется слово «Странный Запад».

## Известные актёры жанра вестерн
| - Клинт Иствуд - Кевин Костнер - Джон Уэйн - Юл Бриннер - Чарльз Бронсон - Ли ван Клиф - Гэри Купер - Рэндольф Скотт - Рори Кэлхун - Генри Фонда | - Джефф Чандлер - Ричард Уидмарк - Джеймс Арнесс - Рой Роджерс - Билл Эллиот - Гай Мэдисон - Джимми Стюарт - Джоэл Маккри - Гленн Форд | - Бак Джонс - Дейл Эванс - Гейл Дэвис - Уильям Харт - Чарльз Старретт - Джеймс Гарнер - Том Микс - Оди Мерфи - Джин Отри | - Брончо Билли Андерсон - Гарри Кэри - Ричард Харрис - Теренс Хилл - Бад Спенсер - Гойко Митич - Пьер Брис - Лекс Баркер - Франко Неро |

## Писатели

### Классики жанра
| - Брет Гарт - Оуэн Уистер - Луис Ламур - Генри Уилсон Аллен | - Карл Май - Лизелотта Вельскопф-Генрих - О. Генри - Майн Рид | - Дороти Джонсон - Зейн Грей - Гюстав Эмар - Макс Брэнд |

### Другие
- Роберт Баллантайн. «Собака Крузо и её хозяин» (The Dog Crusoe and his Master, 1860), «Дикарь с [Дикого] Запада» (The Wild Man of the West, 1863), «Вождь прерий» (The Prairie Chief, 1886) и др.
- Александр Бестужев. «Аммалат-бек» (1831)
- Александр Грин. «Остров Рено», «Колония Ланфиер».
- Михаил Лермонтов. «Бэла»
- Алистер Маклин. «Ущелье разбитых надежд». Экранизирован с Чарльзом Бронсоном в главной роли.
- Роберт Говард. «Джентльмен с Медвежьей речки» (1937).
- Джек Шефер. «Шейн».
- Ларри Макмертри. «Одинокий голубь».
- Роджер Желязны. «Дикие земли»
- Роберт Шекли. «Бесконечный вестерн», фантастический рассказ.

## Вестерны в других видах искусства
Направление вестерна затронуло также живопись и скульптуру, а кроме того — компьютерные игры, комиксы и ролевые игры.

### Изобразительное искусство
- Очень много художников и скульпторов работают в этом стиле, многие из них — признанные классики.

### Компьютерные игры
- Alone in the Dark 3
- America: No Peace Beyond the Line
- Borderlands
- Call of Juarez
- Call of Juarez: Bound in Blood
- Call of Juarez: Gunslinger
- Dead Mans Hand
- Dead man's hand (2004)
- Desperados: Wanted Dead or Alive
- Desperados 2: Cooper's Revenge
- Helldorado: Conspiracy
- Dust: A Tale of the Wired West
- Fallout: New Vegas
- Fistful of Frags
- Gun
- Gunfighter: The Legend of Jesse James
- Gun Smoke
- Gunfighter
- Gunfright
- Helldorado
- Lead and Gold: Gangs of the Wild West
- Mad Dog McCree
- Outlaws
- Outlaws
- Red Dead Revolver
- Red Dead Redemption
- Red Dead Redemption 2
- Smokin’ Guns
- StarCraft II: Wings of Liberty
- Sunset Riders
- The Outer Worlds
- The Lone Ranger
- Western Outlaw: Wanted Dead or Alive (2003)

### Манга
- Trigun
- Cowboy Bebop
- Steel Ball Run

### Комиксы
- Джона Хекс
- Одинокий рейнджер
- Блуберри